# Антикоминтерновски пакт
Антикоминтерновският пакт е подписан на 25 ноември 1936 г. от Германия и Япония в Берлин. Целта на пакта е да се бори срещу Комунистическия интернационал (Коминтерна) – организация, обединяваща комунистическите партии по света и ръководена от Москва, СССР. Основното съдържание на пакта е формулирано като съглашение, с което се задължават участниците в случай на конфликт със СССР „незабавно да се обсъдят мерки, необходими за защита на общите интереси“. Участниците се задължават и „...без взаимно съгласие да не сключват със СССР каквито и да било политически договори, които биха противоречали на духа на настоящето съглашение“.
Срокът за действие на пакта е определен на 5 години. Продължен е с още 5 години през 1941 година.
Пактът се състои от преамбюл и 3 члена. Едновременно с него са подписани Допълнителен протокол и Секретно съглашение, които са неразделна част от пакта.
На 6 ноември 1937 година към пакта се присъединява Италия. Последвана е от Унгария, марионетната държава Манджоу-Го и Испания (1939), България, Финландия, Румъния, Дания, Словакия, Хърватия и окупираната от Япония част на Китай (1941 г.).
Основните държави членки на пакта продължават постигането на неговите основни цели с последващи междудържавни договори – Стоманения пакт и Тристрания пакт.
Антикоминтерновският пакт преустановява своето действие след разгрома на Германия, Италия и Япония във Втората световна война.

### Секретно съглашение
Секретно съглашение, приложено към Антикоминтерновския пакт
25 ноември 1936 г.
Правителството на Великата Японска империя и правителството на Германия, признавайки, че правителството на СССР се стреми към реализация целите на комунистическия интернационал и има намерение да използва за тази цел своите въоръжени сили, и бъдейки убедени, че това и сериозна заплаха за съществуването не само на държавите, но и на мира в света, с цел защитата на своите общи интереси се договарят за следното:
Член 1. В случай ако една от договарящите се страни бъде непровокирано нападната от СССР или бъде заплашена от подобно непровокирано нападение, другата договаряща се страна се задължава да не предприема каквито и да било мерки, които биха могли да способстват за облекчаване положението на СССР.
В случай на възникване на указаната по-горе ситуация договарящите се страни са длъжни незабавно да обсъдят мерки, необходими за защита на своите общи интереси.
Член 2. Договарящите се страни за периода на действие на настоящето съглашение се задължават да не сключват без взаимно съгласие каквито и да били политически договори със СССР, които да противоречат на духа на настоящото съглашение. 
Член 3. Настоящото съглашение е съставено на японски и немски език, като двата текста имат еднаква сила. Настоящото съглашение влиза в сила едновременно със съглашението против комунистическия интернационал и има еднакъв с него срок на действие. 
В потвърждение на гореизложеното съглашение положиха подписи и поставиха печати следните, облечени в съответстващите пълномощия на своите правителства.
За Япония – Кинтомо Мусакодзи
За Германия – Йоахим Рибентроп
Съставено в Берлин в два екземпляра 25 ноември 1936 г. или 25 ноември 11 година Сева.